# Isospora hominis
Espèce
Synonymes
- Sarcocystis bovihominis Heydorn, Gestrich, Mehlhorn & Rommel, 1975[1]
- Sarcocystis hominis (Railliet & Lucet, 1891)

Isospora hominis est une espèce de sporozoaires cosmopolites provoquant des entérocolites bénignes chez l'immunocompétent mais pouvant provoquer des syndromes diarrhéiques graves chez l'immunodéprimé.
Il est beaucoup plus fréquent en Europe qu'Isospora belli, et se révèle moins pathogène.
L'affection, bénigne, ne nécessite pas de traitement spécifique.